# Barry Trivess
Barry Trivess (* 1948) ist ein ehemaliger südafrikanischer Radrennfahrer und nationaler Meister im Radsport.

## Sportliche Laufbahn
Trivess war im Straßenradsport aktiv. 1969 gewann er die nationale Meisterschaft im Straßenrennen. 1970 verteidigte er diesen Titel vor Willie van Heerden. 1973 wurde er Zweiter im Etappenrennen Rapport Toer hinter Pierre-Luigi Tagliavini und gewann eine Etappe der Rundfahrt.